# Pardosella delesserti
Pardosella delesserti är en spindelart som beskrevs av Lodovico di Caporiacco 1939. Pardosella delesserti ingår i släktet Pardosella och familjen vargspindlar.
Artens utbredningsområde är Etiopien. Inga underarter finns listade i Catalogue of Life.